# Szabályos feltételes eloszlás
Egy valószínűségi változó szabályos feltételes eloszlása a valószínűségszámításban a valószínűségi változó eloszlását általánosítja. Tekintetbe veszi azt az információt, amit a lehetséges kimenetelekről tudunk. A  Bayes-statisztika és a sztochasztikus folyamatok elméletében fontos. Szemben a közönséges feltételes eloszlással a szabályos feltételes eloszlást a feltételes várható értékkel definiálják, ezzel annál lényegesen általánosabb.

## Definíció
Adva legyen egy {\displaystyle (\Omega ,{\mathcal {A}},P)} valószínűségi mező, egy {\displaystyle (E,{\mathcal {E}})} mértéktér és {\displaystyle {\mathcal {A}}} egy {\displaystyle {\mathcal {F}}} rész-σ-algebrája. Továbbá legyen {\displaystyle Y} egy valószínűségi változó {\displaystyle (\Omega ,{\mathcal {A}})}-ban {\displaystyle (E,{\mathcal {E}})} szerint.
Ekkor {\displaystyle (\Omega ,{\mathcal {A}})} egy {\displaystyle (E,{\mathcal {E}})} szerinti {\displaystyle \kappa _{Y,{\mathcal {F}}}} Markov-magja az {\displaystyle Y} valószínűségi változó {\displaystyle {\mathcal {F}}}-re vett feltételes eloszlásának szabályos verziója, ha
{\displaystyle \kappa _{Y,{\mathcal {F}}}(\omega ,B)=P(Y^{-1}(B)|{\mathcal {F}})(\omega )}
minden {\displaystyle B\in {\mathcal {E}}} esetén {\displaystyle P}-majdnem mindenütt {\displaystyle \omega }-ban.
Itt {\displaystyle P(A|{\mathcal {F}})(\omega ):=\operatorname {E} (\mathbf {1} _{A}|{\mathcal {F}})(\omega )} a feltételes valószínűség, amit feltételes várható értékkel definiálnak.
A {\displaystyle \kappa _{Y,{\mathcal {F}}}\colon \Omega \times {\mathcal {E}}\to [0,1]} függvény definíciójában szereplő feltételek a következőket is jelentik:
- Minden {\displaystyle \omega \in \Omega } esetén {\displaystyle \kappa _{Y,{\mathcal {F}}}(\omega ,\,\cdot \,)} valószínűségi mérték {\displaystyle (E,{\mathcal {E}})}-n.
- Minden {\displaystyle B\in {\mathcal {E}}} {\displaystyle {\mathcal {A}}}-mérhető függvény {\displaystyle \kappa _{Y,{\mathcal {F}}}(\,\cdot \,,B)}-n.
- Minden {\displaystyle B\in {\mathcal {E}}} és minden {\displaystyle F\in {\mathcal {F}}}

esetén {\displaystyle \int _{F}\kappa _{Y,{\mathcal {F}}}(\,\cdot \,,B)\,dP=P(Y^{-1}(B)\cap F)}.

## Létezése
Ha a valós számokat a Borel-algebrával látjuk el, akkor valós értékű valószínűségi változóknak mindig van szabályos feltételes eloszlása. Általában, Borel-terekből származó értékeket felvevő valószínűségi változóknak  mindig van szabályos feltételes eloszlása. Erre példák a valós valószínűségi vektorváltozók {\displaystyle \mathbb {R} ^{n}}-ben a Borel-algebrával, illetve azok a valószínűségi változók, amelyek lengyel terekből vesznek fel értékeket.

## Példa
Adva legyen két valós valószínűségi változó az {\displaystyle f_{X,Y}(x,y)} közös sűrűségfüggvénnyel a Lebesgue-mérték szerint. Ekkor az {\displaystyle Y} feltéve {\displaystyle X} szabályos feltételes eloszlás sűrűségfüggvénye
{\displaystyle f_{Y|X}(y|x):={\frac {f(x,y)}{f_{X}(x)}}},
vagyis
{\displaystyle \kappa _{Y,\sigma (X)}(\omega ,B)={\frac {\displaystyle \int _{B}f(X(\omega ),y)\,dy}{f_{X}(X(\omega ))}}}.
Itt {\displaystyle f_{X}(x)=\int _{\mathbb {R} }f(x,y)\,dy} a peremeloszlás sűrűségfüggvénye. Ez a peremeloszlás lehet nulla, de ez nem probléma, mivel ez csak egy {\displaystyle P_{X}}-nullmértékű halmazon fordulhat elő.

## Feltételes várható értékek kiszámítása
Ha {\displaystyle \kappa _{Y,{\mathcal {F}}}} egy {\displaystyle Y} integrálható valós valószínűségi változó feltételes eloszlásának {\displaystyle {\mathcal {F}}}-re vett szabályos verziója, akkor {\displaystyle Y} {\displaystyle {\mathcal {F}}}-re vett feltételes  várható értéke
{\displaystyle \operatorname {E} (Y|{\mathcal {F}})(\omega )=\int _{\mathbb {R} }y\,\kappa _{Y,{\mathcal {F}}}(\omega ,dy)}
{\displaystyle P}-majdnem minden {\displaystyle \omega \in \Omega } esetén.

## Változatai
A feltételes várható érték változataihoz hasonlóan a szabályos feltételes eloszlásnak is definiálhatók különböző változatai, amelyek mind visszavezethetők a fenti definícióra. 
- Valószínűségi változók bevezetése nélkül definiálható {\displaystyle P} szabályos feltételes eloszlása adott {\displaystyle {\mathcal {F}}}-re Markov-magként, mint

{\displaystyle \kappa (\omega ,A)=P(A|{\mathcal {F}})(\omega )}
{\displaystyle P}-majdnem minden {\displaystyle \omega } és minden {\displaystyle A\in {\mathcal {A}}} esetén.
- Ha {\displaystyle X} egy másik valószínűségi változója {\displaystyle (\Omega ,{\mathcal {A}})}-nak egy további {\displaystyle (E_{1},{\mathcal {E}}_{1})} mértéktéren, akkor az {\displaystyle {\mathcal {F}}} σ-algebra helyettesíthető az {\displaystyle X} valószínűségi változó által generált {\displaystyle \sigma (X)} generált σ-algebrával, hogy megkapjuk az {\displaystyle Y} feltéve {\displaystyle X} szabályos feltételes eloszlást.

## Fordítás
Ez a szócikk részben vagy egészben  a   Reguläre bedingte Verteilung című német Wikipédia-szócikk fordításán alapul.  Az eredeti cikk szerkesztőit annak laptörténete sorolja fel. Ez a jelzés csupán a megfogalmazás eredetét és a szerzői jogokat jelzi, nem szolgál a cikkben szereplő információk forrásmegjelöléseként.